# Arcidiocesi di Durango
L'arcidiocesi di Durango (in latino Archidioecesis Durangensis) è una sede metropolitana della Chiesa cattolica in Messico. Nel 2023 contava 870.675 battezzati su 916.500 abitanti. È retta dall'arcivescovo Faustino Armendáriz Jiménez.

## Territorio
L'arcidiocesi comprende 31 comuni messicani, di cui
- 23 nello Stato di Durango: Canatlán, Coneto de Comonfort, Cuencamé, Durango, Guadalupe Victoria, Guanaceví, Hidalgo, Indé, Mezquital, Nombre de Dios, Ocampo, El Oro, Pánuco de Coronado, Peñón Blanco, Poanas, Rodeo, San Bernardo, San Juan del Río, Santiago Papasquiaro, Súchil, Tepehuanes, Vicente Guerrero, Nuevo Ideal;
- 8 nello Stato di Zacatecas: Chalchihuites, General Francisco R. Murguía, Jiménez del Teul, Juan Aldama, Miguel Auza, Río Grande, Sain Alto e Sombrerete.

Sede arcivescovile è la città di Durango, dove si trova la cattedrale dell'Immacolata Concezione.

### Parrocchie e decanati
Il territorio si estende su una superficie di 82.018 km² ed è suddiviso in 99 parrocchie, raggruppate in 5 regioni e 13 decanati:
- regione centro: decanati di Cristo Re, Nostra Signora di Guadalupe, San Giovanni Battista, Matteo Correa, Santa Teresa del Bambin Gesù;
- regione de los Llanos: decanati di Santa Maria de los Llanos e di Nuova Vizcaya;
- regione nord: decanati di Padre Rojitas e di Signore de los guerreros;
- regione Santiago Papasquiaro: decanati di San Michele e dei Martiri gesuiti;
- regione di Zacatecas: decanati di San Luigi Batis e di Zacatecas.

### Provincia ecclesiastica
La provincia ecclesiastica di Durango, eretta nel 1891, comprende le seguenti circoscrizioni ecclesiastiche:
- la prelatura territoriale di El Salto
- la diocesi di Gómez Palacio
- la diocesi di Mazatlán
- la diocesi di Torreón.

## Storia
L'attività missionaria nel nord-ovest del Messico fu più tardiva rispetto alla regione centrale del Paese. Qualche tentativo fu intrapreso dai Francescani fin dalla prima metà del XVI secolo e dopo la fondazione della città di Durango venne eretto il monastero che divenne il centro della missione che si estendeva fino alla California. Su istanza del re Filippo III di Spagna, nel concistoro del 28 settembre 1620 fu decisa l'erezione della diocesi di Nueva Vizcaya con sede a Guadiana (oggi Durango), sancita dalla bolla Altitudo di papa Paolo V dell'11 ottobre successivo, con territorio ricavato da quello della diocesi di Guadalajara. Originariamente era suffraganea dell'arcidiocesi di Città del Messico.
In origine il territorio della nuova diocesi era immenso; comprendeva gli attuali stati messicani di Durango, Sinaloa, Sonora, Chihuahua e California, oltre al Nuovo Messico, e parti di Coahuila e Zacatecas; ma in linea teorica la sua giurisdizione arrivava fino al Mississippi. I vescovi dovevano percorrere migliaia di chilometri per visitare la diocesi, per fondare nuove chiese e per battezzare i numerosi indigeni che si convertivano al cristianesimo. Si deve a Ignacio Diez de la Barrera l'istituzione del seminario diocesano nel 1705; nelle numerose relazioni sulle visite pastorali i vescovi si lamentavano del fatto che i Francescani, a cui era affidato il compito di evangelizzare il nord della diocesi, non imparassero la lingua degli indios.
Il 7 maggio 1779 e il 23 luglio 1850 la diocesi cedette porzioni del suo territorio a vantaggio dell'erezione rispettivamente della diocesi di Sonora (oggi arcidiocesi di Hermosillo) e del vicariato apostolico del Nuovo Messico (oggi arcidiocesi di Santa Fe).
Nel corso dell'Ottocento i vescovi si opposero con energia e coraggio alle disposizioni anticlericali del nuovo governo messicano tendenti a controllare la Chiesa e a limitarne la libertà d'azione. Tra questi si distinse in particolare il vescovo José Antonio Laureano de Zubiría y Escalante.
Nel 1863 la diocesi entrò a far parte della provincia ecclesiastica dell'arcidiocesi di Guadalajara, eretta nello stesso anno.
Il 23 giugno 1891, in forza della bolla Illud in primis di papa Leone XIII,  ha ceduto altre porzioni di territorio a vantaggio dell'erezione delle diocesi di Chihuahua e di Saltillo, e contestualmente è stata elevata al rango di arcidiocesi metropolitana. La primitiva provincia ecclesiastica di Durango era costituita dalle diocesi di Chihuahua, Sinaloa e Sonora e dal vicariato apostolico della Bassa California (oggi arcidiocesi di Tijuana). Nel 1896 si tenne il primo concilio provinciale sotto la presidenza dell'arcivescovo Santiago de Zubiría y Manzanera.
Il suo successore Francisco de Paula Mendoza y Herrera tentò invano di difendere la città episcopale dalle truppe rivoluzionarie nel 1913: venne dapprima imprigionato, poi esiliato negli Stati Uniti, da dove poté rientrare nel Paese solo nel 1919. Anche il suo successore José María González Valencia subì l'esilio negli Stati Uniti, da dove rientrò nel 1929, per la sua netta opposizione alle leggi anticlericali del governo e per la pubblicazione di una dura lettera pastorale che attirò su di lui l'attenzione dell'intera Chiesa messicana. In questo periodo di persecuzione per la Chiesa messicana furono diversi i sacerdoti dell'arcidiocesi uccisi.
Nella seconda metà del Novecento e all'inizio del nuovo millennio l'arcidiocesi ha ceduto ulteriori porzioni di territorio a vantaggio dell'erezione di diverse circoscrizioni ecclesiastiche: la diocesi di Mazatlán il 22 novembre 1958; la prelatura territoriale di Jesús María il 13 gennaio 1962; la prelatura territoriale di El Salto il 10 giugno 1968; la diocesi di Gómez Palacio il 25 novembre 2008.

## Cronotassi dei vescovi
Si omettono i periodi di sede vacante non superiori ai 2 anni o non storicamente accertati.
- Gonzalo Hernández y Hermosillo y González, O.S.A. † (12 ottobre 1620  - 28 gennaio 1631 deceduto)
- Alonso de Franco y Luna † (7 giugno 1632 - 30 maggio 1639 nominato vescovo di La Paz)
- Francisco Diego Díaz de Quintanilla y de Hevía y Valdés, O.S.B. † (8 agosto 1639 - 14 maggio 1655 nominato vescovo di Antequera)
- Pedro de Barrientos Lomelin † (31 maggio 1655 - 18 ottobre 1658 deceduto)
- Juan Aguirre y Gorozpe † (17 novembre 1659 - 21 settembre 1671 deceduto)
  - Sede vacante (1671-1674)
- Juan de Ortega Cano Montañez y Patiño † (16 aprile 1674 - 9 settembre 1675 nominato vescovo di Santiago di Guatemala)
- Bartolomé Garcia de Escañuela, O.F.M. † (16 novembre 1676  - 20 novembre 1684 deceduto)
- Manuel de Herrera, O.F.M. † (13 maggio 1686 - 31 gennaio 1689 deceduto)
  - Sede vacante (1689-1691)
- García Felipe de Legazpi y Velasco Altamirano y Albornoz † (27 agosto 1691 - 8 agosto 1701 nominato vescovo di Michoacán)
- Manuel de Escalante Colombres y Mendoza † (3 ottobre 1701 - 19 maggio 1704 nominato vescovo di Michoacán)
- Ignacio Diez de la Barrera † (16 novembre 1705 - 20 settembre 1709 deceduto)
  - Sede vacante (1709-1714)
- Pedro de Tapiz y García † (26 febbraio 1714 - 13 aprile 1722 deceduto)[6]
- Benito Crespo y Monroy, O.S.Iacobi † (7 ottobre 1722 - 20 gennaio 1734 nominato vescovo di Tlaxcala)
- Martín de Elizacoechea † (27 luglio 1735 - 8 marzo 1745 nominato vescovo di Michoacán)
  - Sede vacante (1745-1747)
- Pedro Anselmo Sánchez de Tagle † (10 aprile 1747 - 26 settembre 1757 nominato vescovo di Michoacán)
- Pedro Zamorana Romezal † (19 dicembre 1757 - 21 dicembre 1768 deceduto)
- José Vicente Díaz Bravo, O.Carm. † (20 novembre 1769 - 24 aprile 1772 deceduto)
- Antonio Macarulla Minguilla de Aguilain † (14 dicembre 1772 - 12 giugno 1781 deceduto)
  - Sede vacante (1781-1783)
- Esteban Lorenzo de Tristán y Esmenota † (15 dicembre 1783 - 17 giugno 1793 nominato vescovo di Guadalajara)
- José Joaquín Granados y Gálvez, O.F.M. † (21 febbraio 1794 - 19 agosto 1794 deceduto)
- Francisco Gabriel de Olivares y Benito † (22 settembre 1795 - 26 febbraio 1812 deceduto)
  - Sede vacante (1812-1815)
- Juan Francisco Castañiza Larrea y González de Agüero † (18 dicembre 1815 - 29 ottobre 1825 deceduto)
  - Sede vacante (1825-1831)
- José Antonio Laureano de Zubiría y Escalante † (28 febbraio 1831 - 28 novembre 1863 deceduto)
- Ramón Camacho y García † (15 luglio 1864 - 22 giugno 1868 nominato vescovo di Querétaro)
- José Vicente Salinas e Infanzón † (22 giugno 1868 - 8 gennaio 1894 deceduto)
- Santiago de Zubiría y Manzanera † (18 marzo 1895 - 26 gennaio 1909 deceduto)
- Francisco de Paula Mendoza y Herrera † (7 agosto 1909 - 23 luglio 1923 deceduto)
- José María González Valencia † (24 marzo 1924 - 28 gennaio 1959 deceduto)
- Lucio Torreblanca † (25 maggio 1959 - 23 agosto 1961 deceduto)
- Antonio López Aviña † (14 dicembre 1961 - 4 marzo 1993 ritirato)
- José Trinidad Medel Pérez † (4 marzo 1993 - 5 giugno 2002 dimesso)
- Héctor González Martínez (11 febbraio 2003 - 26 settembre 2014 ritirato)
- José Antonio Fernández Hurtado (26 settembre 2014 - 25 gennaio 2019 nominato arcivescovo di Tlalnepantla)
- Faustino Armendáriz Jiménez, dal 21 settembre 2019

## Statistiche
L'arcidiocesi nel 2023 su una popolazione di 916.500 persone contava 870.675 battezzati, corrispondenti al 95,0% del totale.
| anno | popolazione | popolazione | popolazione | presbiteri | presbiteri | presbiteri | presbiteri                | diaconi | religiosi | religiosi | parrocchie |
| anno | battezzati  | totale      | %           | numero     | secolari   | regolari   | battezzati per presbitero | diaconi | uomini    | donne     | parrocchie |
| ---- | ----------- | ----------- | ----------- | ---------- | ---------- | ---------- | ------------------------- | ------- | --------- | --------- | ---------- |
| 1950 | 583.000     | 600.000     | 97,2        | 99         | 90         | 9          | 5.888                     |         | 22        | 162       | 52         |
| 1966 | 840.000     | 855.320     | 98,2        | 127        | 117        | 10         | 6.614                     |         | 44        | 306       | 55         |
| 1968 | 826.501     | 852.062     | 97,0        | 143        | 131        | 12         | 5.779                     |         | 43        | 313       | 53         |
| 1976 | 995.900     | 1.041.272   | 95,6        | 152        | 138        | 14         | 6.551                     |         | 14        | 410       | 68         |
| 1980 | 1.226.090   | 1.262.864   | 97,1        | 136        | 136        |            | 9.015                     |         | 15        | 398       | 75         |
| 1990 | 1.367.048   | 1.424.008   | 96,0        | 176        | 160        | 16         | 7.767                     |         | 29        | 448       | 88         |
| 1999 | 1.671.032   | 1.816.340   | 92,0        | 223        | 204        | 19         | 7.493                     |         | 46        | 420       | 105        |
| 2000 | 1.838.136   | 1.997.974   | 92,0        | 220        | 201        | 19         | 8.355                     |         | 46        | 387       | 105        |
| 2001 | 2.157.812   | 2.197.771   | 98,2        | 218        | 199        | 19         | 9.898                     |         | 46        | 387       | 105        |
| 2003 | 1.564.000   | 1.700.000   | 92,0        | 216        | 199        | 17         | 7.240                     |         | 41        | 400       | 102        |
| 2004 | 1.564.000   | 1.700.000   | 92,0        | 213        | 196        | 17         | 7.342                     |         | 41        | 400       | 102        |
| 2006 | 1.642.200   | 1.785.000   | 92,0        | 224        | 206        | 18         | 7.331                     |         | 38        | 434       | 105        |
| 2013 | 1.170.000   | 1.385.000   | 84,5        | 178        | 154        | 24         | 6.573                     | 8       | 42        | 233       | 92         |
| 2016 | 1.124.237   | 1.204.933   | 93,3        | 180        | 160        | 20         | 6.245                     | 7       | 28        | 252       | 98         |
| 2019 | 573.904     | 650.543     | 88,2        | 195        | 169        | 26         | 2.943                     | 4       | 35        | 245       | 99         |
| 2021 | 622.562     | 718.930     | 86,6        | 188        | 162        | 26         | 3.311                     | 4       | 35        | 252       | 99         |
| 2023 | 870.675     | 916.500     | 95,0        | 200        | 169        | 31         | 4.353                     | 5       | 45        | 198       | 99         |